# Liste de poètes de langue galloise
 (juillet 2023).
Si vous disposez d'ouvrages ou d'articles de référence ou si vous connaissez des sites web de qualité traitant du thème abordé ici, merci de compléter l'article en donnant les références utiles à sa vérifiabilité et en les liant à la section « Notes et références ».
La poésie de langue galloise a toujours été marquée, au moins jusqu'au dernier tiers du XXe siècle, par la forme spécifique de sa versification, forme encouragée et promue par l'eisteddfod. Voir aussi: Liste d'écrivains de langue galloise (d'environ 1600 jusqu'à nos jours).  

## Avant l'an 1000
- Aneirin (Neirin mab Dwyrei)
- Taliesin

Ces deux poètes, qui vivaient dans le nord de l'île de Bretagne au Hen Ogledd, ne sont pas spécifiquement gallois, au moins géographiquement, mais marquent les débuts connus des littératures britonniques, qu'elles soient galloises, corniques, ou bretonnes. Dans la tradition galloise Aneirin, et surtout Taliesin, sont les fondateurs de la tradition bardique galloise. 
Un nombre assez considérable de vers par des auteurs anonymes ou mythologique - y compris les vers attribués à Llywarch Hen - survient dans les manuscrits du moyen âge et sont datés au IXe – XIIe siècles. 

## De 1000 à 1300
Les bardes ci-dessous sont reconnus au Pays de Galles sous le nom traditionnel de Gogynfeirdd ou, couramment, Beirdd y Tywysogion (Poètes des princes), car il s'agit des bardes de la cour renommés, savants et érudits qui composaient des vers scintillants comparables par le complexité de leur métrique aux œuvres des skalds en Scandinavie.
- Meilyr Brydydd (fl. 1100-1147)
- Gwalchmai ap Meilyr (fl. 1130-1180)
- Meilyr ap Gwalchmai (fl. première partie du XIIe siècle)
- Llywelyn Fardd I
- Hywel ab Owain Gwynedd (m. 1170)
- Owain Cyfeiliog (Owain ap Gruffudd ap Maredudd, c.1130-1197)
- Llywarch Llaety (fl. 1140-1160)
- Llywarch y Nam (autre nom de Llywarch Llaety, peut-être)
- Daniel ap Llosgwrn Mew (fl. 1170-1200)
- Peryf ap Cedifor (Peryf ap Cedifor Wyddel, fl. 1170)
- Seisyll Bryffwrch (fl. 1155-1175)
- Gwynfardd Brycheiniog (fl. 1176)
- Gwilym Rhyfel (fl. 1174)
- Gruffudd ap Gwrgenau (fl. fin du XIIe siècle)
- Cynddelw Brydydd Mawr (fl. 1155-1200)
- Llywarch ap Llywelyn ("Prydydd y Moch") (fl. 1137-1220)
- Elidir Sais (fl. 1195-1246)
- Einion ap Gwalchmai (fl. 1203-1223)
- Einion Wan (fl. 1230-1245)
- Llywelyn Fardd II
- Philyp Brydydd (fl. 1222)
- Gwgan Brydydd
- Einion ap Gwgan (fl. 1215)
- Gwernen ap Clyddno
- Goronwy Foel (fl. XIIIe siècle)
- Einion ap Madog ap Rhahawd (fl. 1237)
- Dafydd Benfras (fl. 1230-1260)
- Y Prydydd Bychan (fl. 1220-1270)
- Hywel Foel ap Griffri ap Pwyll Wyddel (c.1240-1300)
- Llygad Gŵr (fl. 1268)
- Iorwerth Fychan
- Madog ap Gwallter (fl. deuxième partie du XIIIe siècle)
- Gruffudd ab yr Ynad Coch (fl. 1280)
- Bleddyn Fardd (fl. 1268-1283)

## De 1300 à 1500
Les poètes ci-dessous sont reconnus sous le nom de Beirdd yr Uchelwyr (Poètes des nobles). C'est la grande époque de la poésie galloise traditionnelle.
- Casnodyn
- Gruffudd ap Dafydd ap Tudur (fl. 1300)
- Gwilym Ddu o Arfon (fl. 1280 - 1320)
- Trahaearn Brydydd Mawr
- Iorwerth Beli
- Gronw Gyriog
- Iorweth ab Y Cyriog
- Mab Clochyddyn
- Gruffudd ap Tudur Goch
- Ithel Ddu
- Einion Offeiriad
- Dafydd Ddu o Hirarddug
- Bleddyn Ddu
- Llywelyn Brydydd Hoddnant
- Hillyn
- Llywelyn Ddu ab Y Pastard
- Dafydd ap Gwilym (c. 1320-c. 1370)
- Gruffudd ab Adda ap Dafydd (fl. 1340-1370)
- Llywelyn Goch ap Meurig Hen
- Sefnyn
- Rhisierdyn
- Gruffudd Fychan ap Gruffudd ap Ednyfed
- Llywarch Bentwrch
- Gruffudd ap Maredudd
- Hywel ab Einion Lygliw
- Llywelyn ap Gwilym Lygliw
- Rhys ap Dafydd Llwyd ap Llywelyn Lygliw
- Madog Benfras
- Gruffudd Gryg
- Ieuan Waed Da
- Gruffudd Llwyd
- Dafydd Bach ap Madog Wladaidd ("Sypyn Cyfeiliog") (fl.1340-1390)
- Llywelyn ab Y Moel (fl. 1395-1440)
- Iolo Goch
- Dafydd Y Coed
- Ieuan Llwyd ab Y Gargam
- Meurig ab Iorwerth
- Y Proll
- Rhys Goch Eryri (fl. 1365-1440)
- Y Mab Cryg
- Tudur ap Gwyn Hagr
- Tudur Ddall
- Ieuan Brydydd Hir
- Ieuan ap Llywelyn Fychan
- Ieuan Llwyd Brydydd
- Llawdden
- Lewys Aled
- Iorwerth Fynglwyd
- Rhys Brydydd (fl. XVe siècle)
- Gwilym Tew (fl. 1460-1480)
- Dafydd Epynt
- Dafydd Llwyd o Fathafarn
- Gwerful Mechain
- Guto'r Glyn
- Ieuan Dyfi
- Lewys Glyn Cothi
- Gutun Owain
- Dafydd Nanmor
- Ieuan ap Rhydderch (c.1430-1470)
- Tudur Penllyn
- Ieuan ap Tudur Penllyn
- Dafydd Gorlech
- Hywel Cilan
- Siôn Cent
- Siôn ap Hywel
- Dafydd ap Hywel
- Huw ap Dafydd
- Lewys Morgannwg
- Siôn Ceri
- Huw Cae Llwyd
- Ieuan ap Huw Cae Llwyd
- Deio ab Ieuan Du
- Gwilym ab Ieuan Hen
- Maredudd ap Rhys
- Ifan Fychan ab Ifan ab Adda
- Gwerful Fychan
- Syr Rhys o Lanbryn-Mair a Charno
- Owain ap Llywelyn ab y Moel (fl. 1470-1500)
- Rhisiart ap Rhys (fl. c.1495-c.1510)

## AuxXVIeetXVIIesiècles
- Tudur Aled (c.1465-1525)
- Lewys Môn (fl. 1485-1527)
- Lewys Daron (fl. 1520-39)
- Lewys Morgannwg (fl. 1520-1565)
- Simwnt Fychan (c.1530-1606)
- Gruffudd Hiraethog (1564)
- Wiliam Llŷn (1534/5-1580)
- Wiliam Cynwal (1587/8)
- Huw Llyn (fl. 1540-1570)
- Morus Dwyfach (fl. 1540-1580)
- Siôn Phylip (c.1543-1620)
- Huw Ceiriog (c.1560-1600)
- Edward Maelor (fl. 1567-1603)
- Edmwnd Prys (1543/4-1623)
- Rhisiart Phylip (m. 1641)
- Phylip Siôn Phylip (fl. première partie du siècle)
- Wiliam Phylip (1579-1669)

## AuXVIIIesiècle
- Edward Williams (Iolo Morganwg)
- William Williams Pantycelyn

## AuXIXesiècle
- John Ceiriog Hughes

## AuXXesiècle
- Dilys Cadwaladr
- Grahame Davies
- Menna Elfyn
- Mererid Hopwood
- Dic Jones
- D. Gwenallt Jones
- Saunders Lewis (1893-1985)
- Alan Llwyd (current)
- Catherine Fisher (current)
- T. E. Nicholas (Niclas y Glais)
- Caradog Prichard
- Arthur Glyn Prys-Jones (1888-1987)
- T. H. Parry-Williams
- Waldo Williams (1904-1971)
- 'Hedd Wyn' (1887-1917)